# Echinocereus reichenbachii
Echinocereus reichenbachii là một loài thực vật có hoa trong họ Cactaceae. Loài này được (Terscheck) J.N.Haage mô tả khoa học đầu tiên năm 1859.
Đây là loài bản địa sa mạc Chihuahuan và các khu vực của miền bắc Mexico và miền nam Hoa Kỳ, nơi chúng mọc ở độ cao lên tới 1.500 m (4.900 ft). Tên chi, Echinocereus, xuất phát từ tiếng Hy Lạp ekinos, có nghĩa là nhím gai, và cereus, một từ tiếng Latinh nghĩa là giấy sáp. Tên loài được đặt để vinh danh nhà thực vật học người Đức Ludwig Reichenbach. Cây xương rồng này giành được 'giải thưởng Garden Merit' của Royal Horticultural Society.

## Hình ảnh

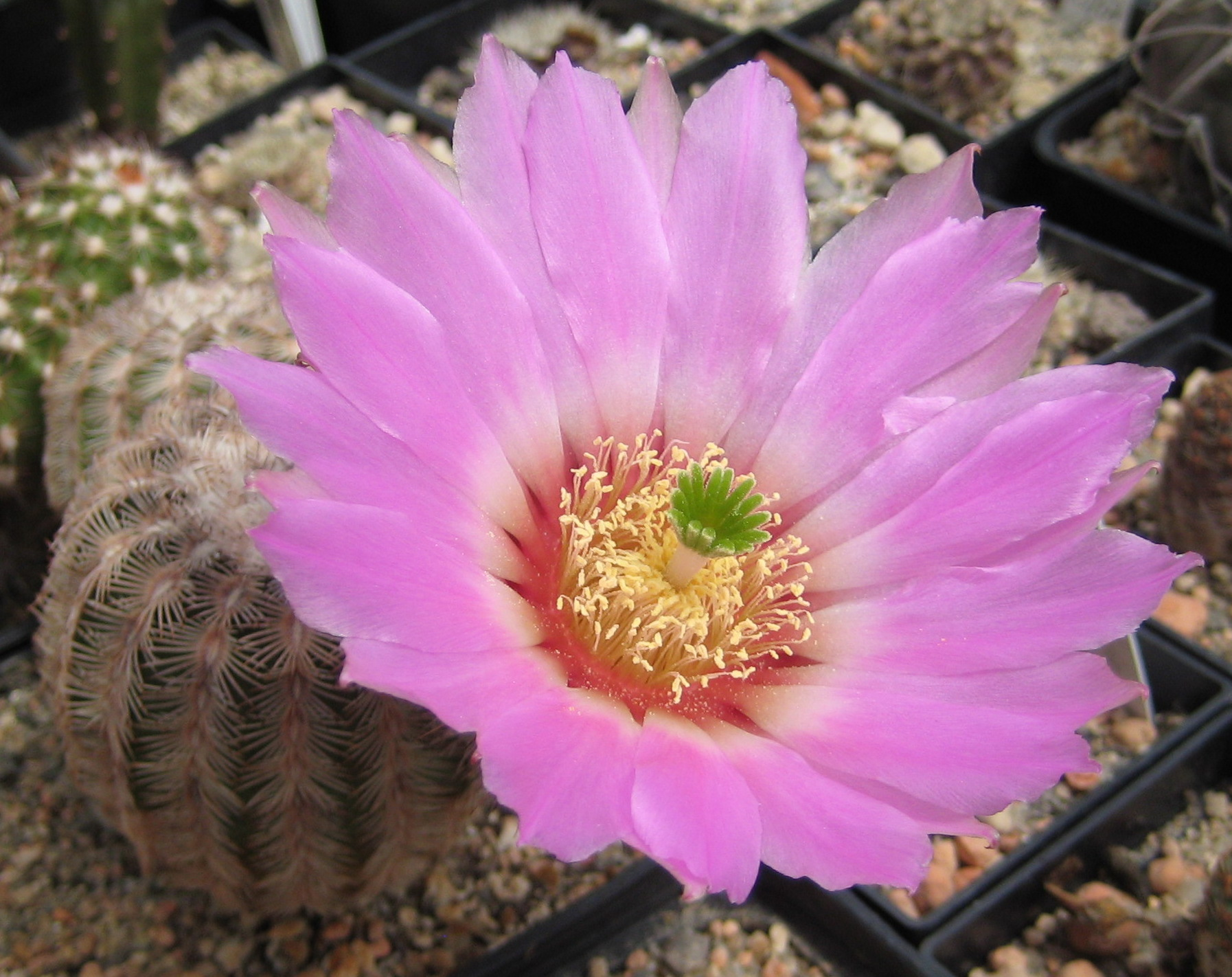
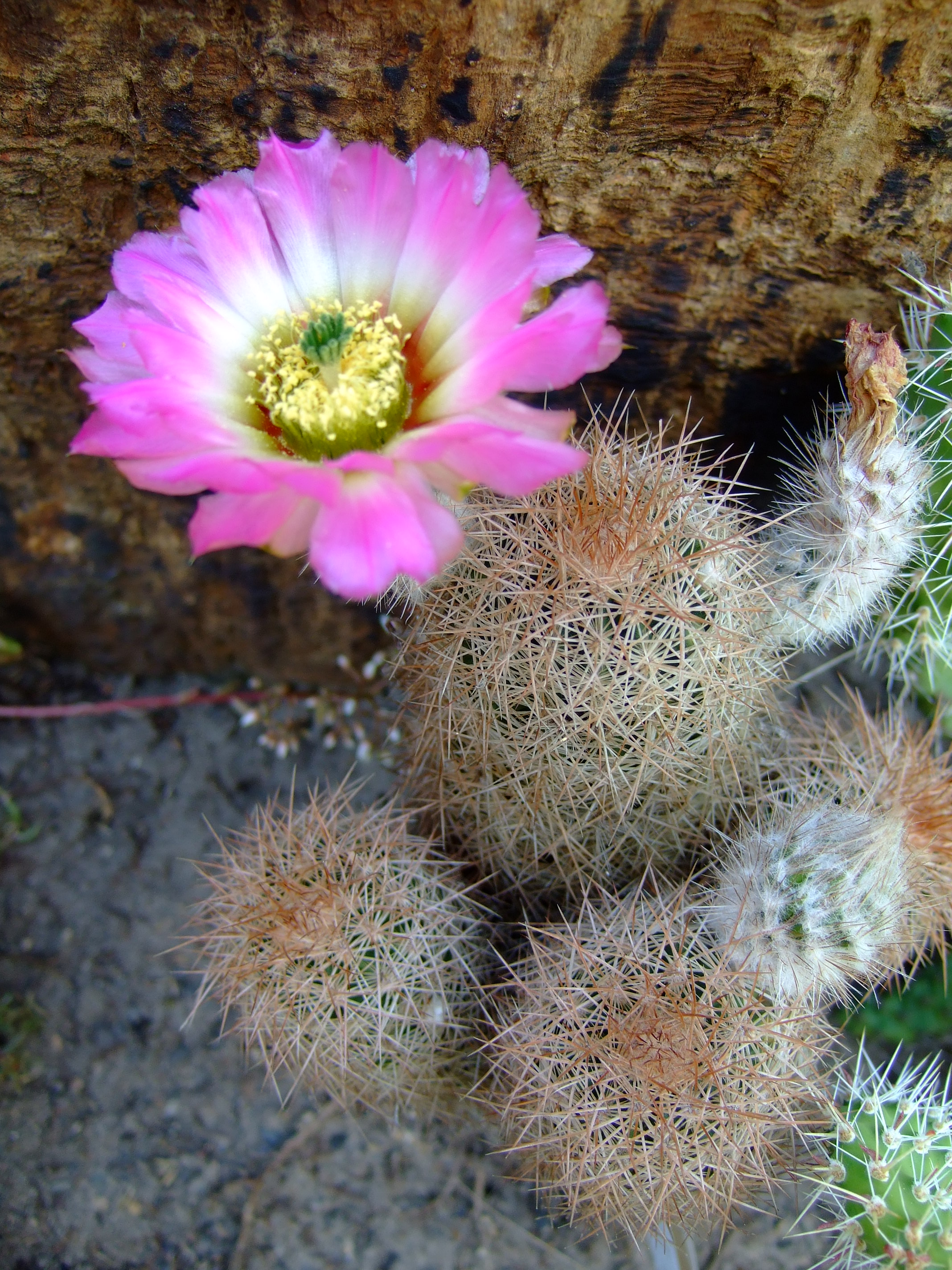
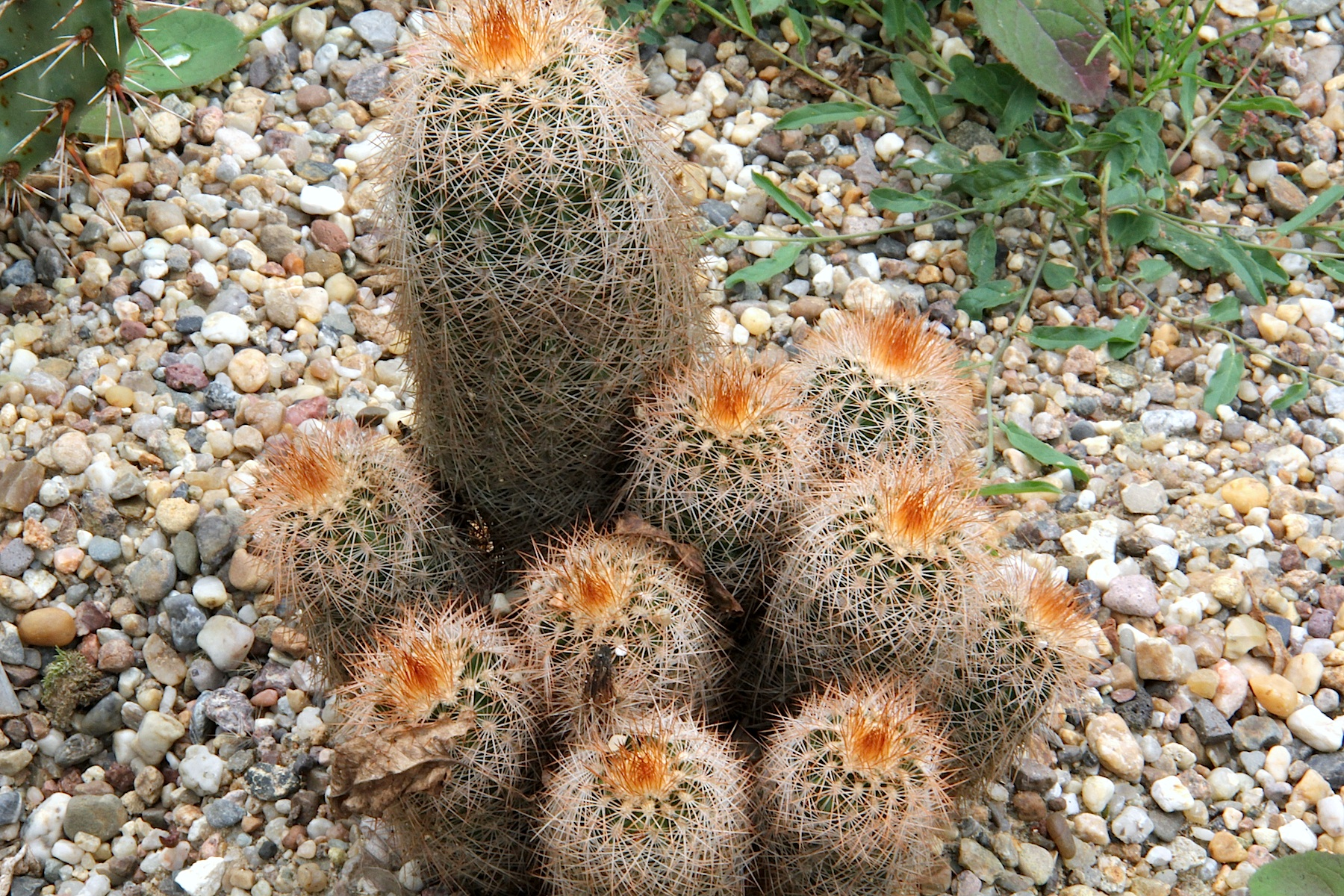
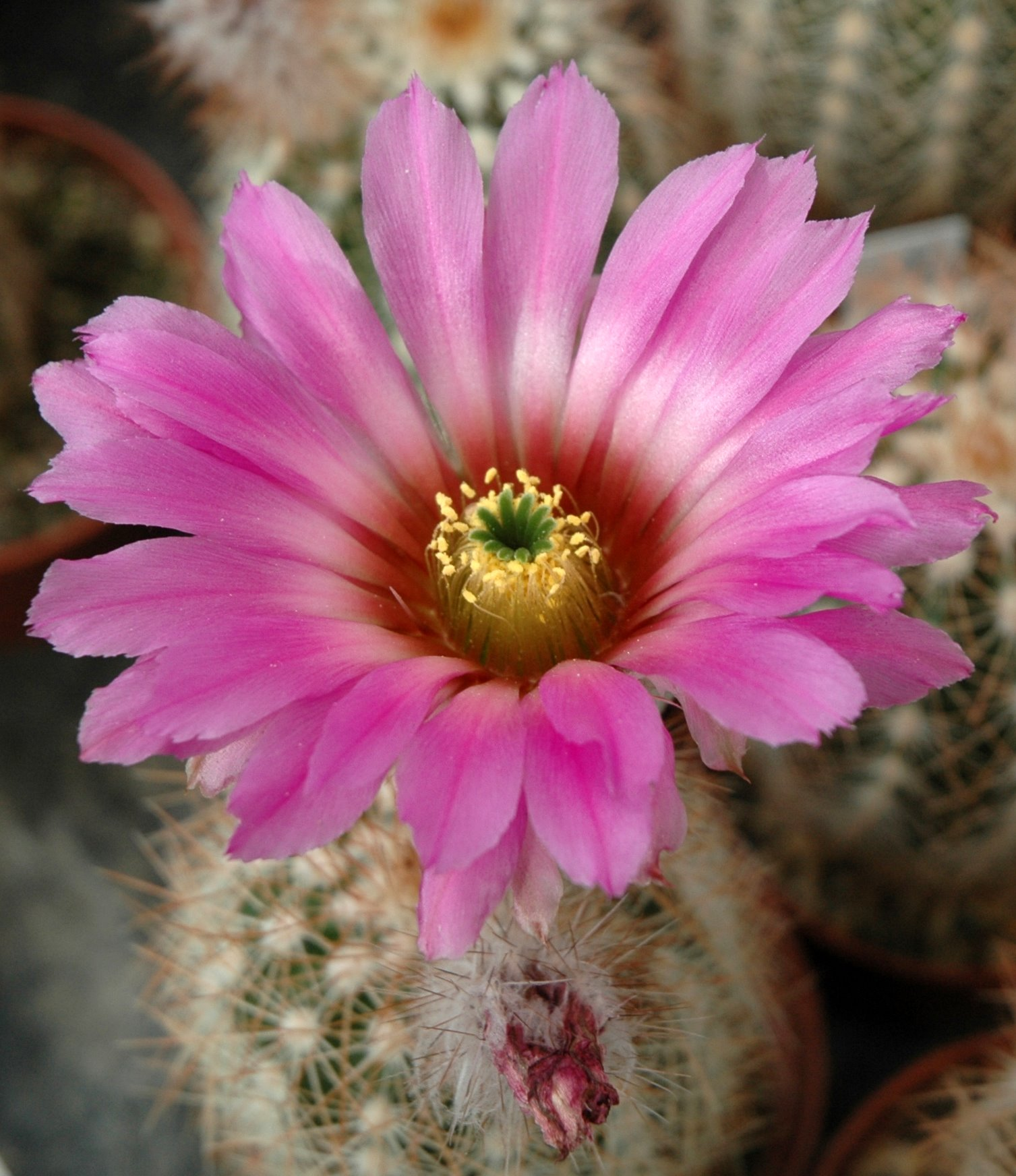